# 蔺永钧
蔺永钧（1950年10月—），男，山东平度人，中国文化艺术管理学者、剧作家，中国话剧协会主席，中国戏剧家协会理事，国务院参事，国务院参事室特约研究员。